# Athens (Luisiana)
Athens es una villa ubicada en la parroquia de Claiborne, en el estado estadounidense de Luisiana. En el Censo de 2010, tenía una población de 249 habitantes, y una densidad poblacional de 42,94 personas por kilómetro cuadrado.

## Geografía
Athens se encuentra ubicada en las coordenadas 32°39′5″N 93°1′32″O / 32.65139, -93.02556. Según la Oficina del Censo de los Estados Unidos, Athens tiene una superficie total de 5.8 km², de la cual 5.8 km² corresponden a tierra firme y (0 %) 0 km² es agua.

## Demografía
Según el censo de 2010, había 249 personas residiendo en Athens. La densidad de población era de 42,94 hab./km². De los 249 habitantes, Athens estaba compuesto por el 74.3 % de blancos, el 22.09 % de negros, el 0.8 % de amerindios, el 0 % de asiáticos, el 0 % de isleños del Pacífico, el 0 % de otras razas, y el 2.81 % de dos o más razas. Del total de la población, el 4.82 % eran hispanos o latinos de cualquier raza.